# Agustín Dávila del Moral
Agustín Dávila del Moral (Córdoba, Virreinato del Río de la Plata, ca. 1790 - Cochabamba, Bolivia, 1835) fue un militar argentino que participó en las Expediciones Auxiliadoras al Alto Perú, de la Guerra Gaucha y de las guerras civiles argentinas. Ejerció en dos oportunidades el cargo de teniente de gobernador de San Salvador de Jujuy y su jurisdicción.

## Biografía
Su familia era originaria de La Rioja, y era hijo de un funcionario colonial que a lo largo de su vida ejerció cargos en distintas localidades del Virreinato del Río de la Plata. En 1809 era el gobernador de La Paz al producirse la revolución de ese año.
Estudió en Buenos Aires, y después de la Revolución de Mayo se incorporó al Ejército del Norte, marchando con las fuerzas del coronel Francisco Ortiz de Ocampo al Alto Perú. Participó en las batallas de Suipacha y Huaqui como jefe de un escuadrón de Húsares. Participó después en las batallas de Tucumán y Salta.
El general Manuel Belgrano lo envió en comisión a Buenos Aires, donde el gobierno lo nombró comisario de policía. Tuvo la inusual virtud de mantener a la policía porteña fuera de los conflictos políticos de la época.
En 1815 se reincorporó al Ejército del Norte y combatió en las batallas de Venta y Media y Sipe Sipe. Durante los tres años siguientes permaneció en la guarnición del Ejército del Norte en San Miguel de Tucumán.
En 1819 se unió a las milicias gauchas de Martín Miguel de Güemes y fue ascendido al grado de coronel. Participó en el rechazo de la invasión realista de 1820, dirigida por el general Juan Ramírez Orozco, como jefe de la región de Chamical, y por órdenes del general Gorriti lanzó una contraofensiva, secundando a éste en la victoria conocida como Día Grande de Jujuy, de abril de 1821.
Partidario de la oposición a Güemes, fue nombrado teniente de gobernador de San Salvador de Jujuy y su jurisdicción en julio de 1821, tras la muerte del caudillo, por el gobernador José Antonio Fernández Cornejo. Tras el golpe que derrocó a Fernández Cornejo marchó sobre la ciudad de Salta y acompañó al gobernador derrocado en la reocupación de la misma. El general Gorriti los cercó en la ciudad y los obligó a rendirse. No obstante esta participación en la crisis, Gorriti lo confirmó como teniente de gobernador de Jujuy. 
En mayo de 1822 reprimió un intento de revolución, deportando a los responsables a la Puna de Atacama. Una segunda revolución, ocurrida en el mes de julio, terminó con el asalto a sus posiciones defensiva; Dávila del Moral fue seriamente herido en la cabeza y la cara, y dejado por muerto. Salvó su vida y huyó a Córdoba.
Regresó a Jujuy y fue nuevamente nombrado teniente de gobernador por el nuevo gobernador, Juan Antonio Álvarez de Arenales, ocupando el cargo entre febrero de 1825 y junio de 1826. Desplazado al momento del derrocamiento de Arenales, continuó como oficial destacado de milicias provinciales. Participó en la organización de fuerzas para la guerra civil en la época de la Liga del Interior, pero no participó en la misma. Tras la victoria de los federales de Facundo Quiroga en la Batalla de La Ciudadela, éste impuso como condición para no invadir la provincia de Salta el exilio del gobernador Gorriti y sus principales colaboradores; Dávila del Moral consideró que estaba entre estos últimos y emigró a Cochabamba, Bolivia, donde residió hasta su fallecimiento en 1835.